# Сабатини, Вальтер
Вальтер Сабатини (итал. Walter Sabatini; родился 2 мая 1955 года, Маршано, Италия) — итальянский футболист, бывший спортивный директор канадского «Монреаль Импакт» и итальянской «Болоньи». 

## Карьера
Будучи игроком, Сабатини дебютировал в профессиональном футболе в 1973 году за «Перуджу», играя в серии В с умбрийским клубом. После непродолжительного пребывания в «Варезе», он был приобретен «Ромой» в 1976 году, где у него была возможность дебютировать в Серии А. Тем не менее, в римском клубе ему закрепиться не удалось и он вернулся в «Перуджу». Однако, получив мышечную травму, Вальтер оказался вне футбола на два года. Так и не сыграв за свой новый клуб «Палермо», игрок перешёл в «Венецию», а затем в ряд клубов нижних дивизионов. Завершил карьеру игрока в 1984 году.